# Don't Let Go (2002)
Don't Let Go é um longa-metragem independente estadunidense lançado em 2002, escrito e dirigido por Max Myers. Ganhou um prêmio Outstanding Directorial Achievement no Festival de Cinema de Stony Brook em Nova Iorque, o Best Picture Award no Festival de Cinema de Westchester (NY) e um Prism Award em Los Angeles.

## História
Jimmy Ray (interpretado por Scott Wilson) é uma estrela do rockabilly que é lendária tanto por suas ótimas canções quanto por sua aposentadoria musical prematura, devido à morte de seu irmão. Anos depois, seus próprios filhos têm sua própria banda. Jimmy Ray, que bebe muito e ainda sofre décadas depois, está furioso com seus filhos por quererem escolher o caminho da música. Sua esposa, (interpretada pela vencedora do Oscar Katharine Ross), tenta manter a paz.[carece de fontes?]